# 上郷村 (秋田県)
上郷村（かみごうむら）は、秋田県由利郡にあった村。現在のにかほ市象潟町の東部にあたる。
現在は県道上郷仁賀保線、JA秋田しんせい上郷支店等に名をとどめる。

## 地理
- 山：飯ヶ森、稲倉岳
- 河川：奈曽川

## 歴史
- 1889年（明治22年）4月1日 - 町村制施行により, 小滝村、本郷村、長岡村、横岡村、大飯郷村の区域をもって由利郡上郷村が発足。
- 1955年（昭和30年）3月31日 - 象潟町, 上浜村と合併し、改めて象潟町となり消滅。

## 村長
- 村上清治

## 大字
- 小滝（こだき）
- 本郷（ほんごう）
- 長岡（ながおか）
- 横岡（よこおか）
- 大飯郷（だいはんごう）

## 施設

### 郵便局
- 小滝郵便局 - 読みは「こたき」。大字名とは異なる。